# Piet Monballyu
Petrus of Piet Monballyu (Heist, 15 januari 1917 - Brugge, 24 maart 1994) was bestendig afgevaardigde voor de provincie West-Vlaanderen.

## Levensloop
Hij was een zoon van Ferdinand Monballyu (1885-1973) en Irma Bonte. Ferdinand werd gemeenteontvanger van Heist. Het echtpaar trouwde in 1913 en had zes kinderen. Naast Piet Monballyu was er Emiel Monballyu (1914-2002) die als Witte pater een actieve carrière doorliep in Congo, en Joseph Monballyu (°1920) die priester werd, een aantal jaren als missionaris in Congo werkte en zijn loopbaan beëindigde als pastoor van de Margarethaparochie in Knokke. 
Piet trouwde in 1946 met Maria D'haene (†2002) en ze kregen verschillende kinderen, onder wie hoogleraar Jos Monballyu.
Na leerling te zijn geweest in het algemeen secondair onderwijs en nadien leerling-timmerman in het technisch onderwijs, werkte hij een aantal jaren binnen de Katholieke Arbeidersjeugd (KAJ): als verantwoordelijke voor het arrondissement Brugge (1936-1940), voor de provincie West-Vlaanderen (1940-1942) en voor de Landsbond van de KAJ (1942-1945). Tijdens de Tweede Wereldoorlog behoorde hij tot de actieve ondersteuners van de jonge Belgen die verplicht voor de bezetter waren tewerkgesteld.
In 1945 stapte hij over naar het ACW en werd secretaris voor het arrondissement Kortrijk. Op 1 juni 1958 werd hij, namens het district Kortrijk, provincieraadslid voor de CVP, in opvolging van de overleden Maurits Bossuyt. Aangezien de overledene ook bestendig afgevaardigde was en de functie door zijn overlijden was vrijgekomen, werd Monballyu onmiddellijk verkozen tot gedeputeerde. Hij zetelde dus nooit als provincieraadslid, maar bekleedde gedurende 22 jaar onafgebroken de functie van bestendig afgevaardigde.
De functie betekende talrijke nevenactiviteiten:
- ondervoorzitter van de provinciale commissie inzake woonbehoeften (1964),
- voorzitter van de provinciale commissie voor sociale voorzorg (1955),
- voorzitter van de provinciale commissie voor de opschik van volkswoningen (1955),
- lid van de provinciale commissie voor de volksgezondheid (1958),
- lid van de provinciale commissie voor de bejaardenzorg (1966),
- lid van de provinciale commissie voor  gehandicaptenzorg (1971),
- voorzitter van de provinciale commissie voor wooncultuur (1971).

Hij vertegenwoordigde de provincie West-Vlaanderen in de besturen van 
- de West-Vlaamse Economische Raad (WER),
- het West-Vlaams Economisch Studiebureau (WES),
- de Gewestelijke Ontwikkelingsmaatschappij (GOM),
- de West-Vlaamse Intercommunale voor Economische Reconversie (WIER),
- de West-Vlaamse Intercommunale voor Technisch Advies en Bijstand (WITAB),
- de West-Vlaamse Intercommunale voor Huisvesting (WIH).

Daarnaast was Monballyu voorzitter, ondervoorzitter of bestuurder voor talrijke instellingen en verenigingen, voornamelijk in de sector van de sociale huisvesting en het verlenen van kredieten voor sociale woningen.
Van 1970 tot 1977 was hij voorzitter van de bestuursraad van het Instituut voor Zeewetenschappelijk Onderzoek.
Zijn echtgenote Maria D'Haene was voorzitster van Licht en Liefde voor oneze Blinden. Haar zus, Magda D'Haene, was getrouwd met Marcel Vandewiele, senator en staatssecretaris.